# Irlbachia tatei
Irlbachia tatei är en gentianaväxtart som först beskrevs av Henry Allan Gleason, och fick sitt nu gällande namn av Bassett Maguire. Irlbachia tatei ingår i släktet Irlbachia och familjen gentianaväxter. Inga underarter finns listade i Catalogue of Life.